# Phryneta conradti
Phryneta conradti là một loài bọ cánh cứng trong họ Cerambycidae.